# ديفيد مايرز
ديفيد مايرز (بالإنجليزية: David Myers)‏ هو سياسي أمريكي، ولد في 18 يوليو 1938 في الولايات المتحدة، وتوفي بنفس المكان في 11 نوفمبر 2011 بسبب ذات الرئة. حزبياً، نشط في الحزب الجمهوري. انتخب عضو مجلس ولاية أوكلاهوما.